# Otto Hahn
Pour les articles homonymes, voir Hahn.
Otto Hahn (8 mars 1879 à Francfort-sur-le-Main, Prusse – 28 juillet 1968 à Göttingen, Allemagne), est un chimiste allemand lauréat du prix Nobel de chimie de 1944 pour la découverte de la fission nucléaire, qui est le résultat des recherches conjointement menées avec la physicienne et chimiste Lise Meitner, exclue en tant que juive, des citations en tant que co-autrice dès 1938. Il est considéré comme le « père de la chimie nucléaire ».

## Biographie
Otto Hahn est né à Francfort-sur-le-Main, en province de Hesse-Nassau, le 8 mars 1879. Son père Heinrich Hahn, de souche paysanne, est vitrier et transforme son petit atelier artisanal en une entreprise florissante. Enfant, alors que son père rêve de faire de lui un architecte, Otto Hahn fait des expériences de chimie dans la buanderie de la maison familiale. Il est déjà réputé pour son extraordinaire mémoire.

## Premières découvertes à Londres et Montréal (1904-1906)
C'est en 1897 qu'il entreprend des études de chimie et minéralogie à Munich puis à Marbourg, où il devient membre de la Landsmannschaft Nibelungia Marburg (de). Pour parfaire ses connaissances en anglais, Otto Hahn part pour l'université de Londres rejoindre en 1904 Sir William Ramsay qui avait découvert les gaz rares. C'est dans le laboratoire de William Ramsay qu'il commence à s'intéresser à la radioactivité naturelle qui venait d'être découverte. Il entrevoit la possibilité de l'existence d'un élément encore inconnu, le radiothorium (ce qu'on appelle aujourd'hui 228Th), père du thorium X (224Ra). Il demande à Sir Ernest Rutherford, alors à Montréal, une place pour venir travailler avec lui. Ce dernier, ne croyant pas au radiothorium qui n'avait été prouvé que chimiquement, initie Otto Hahn à la physique des rayons alpha. C'est à Montréal qu'Otto Hahn découvre le thorium C (212Bi), émetteur alpha et beta de courte période, ainsi que le radioactinium (227Th). Son séjour au Canada le marque profondément. Il dit avoir trouvé là, pour le reste de sa vie, une échelle de valeurs.

## À Berlin (à partir de 1907)

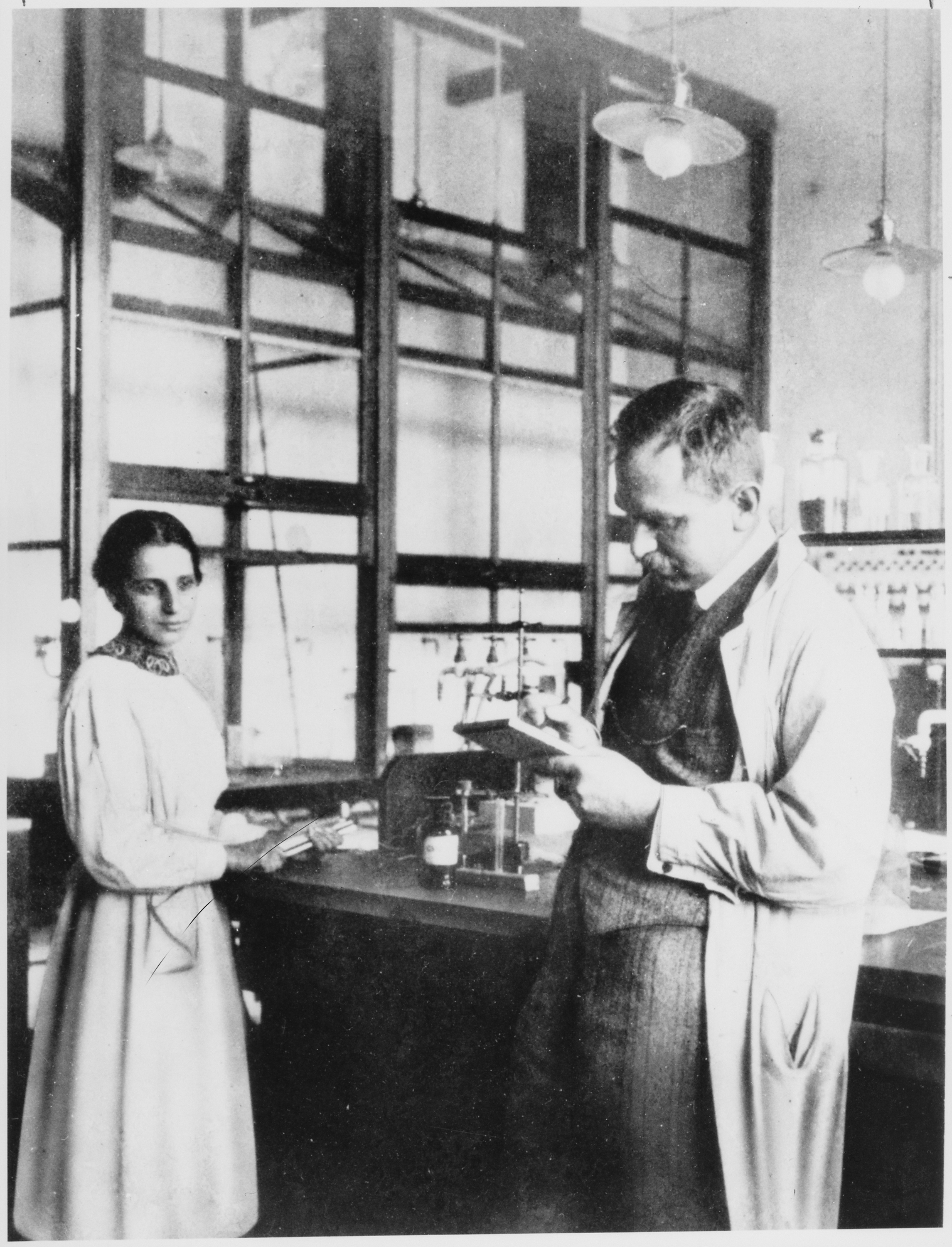
Otto Hahn et Lise Meitner dans leur laboratoire, 1913.

Il retourne en Allemagne, à l'Institut de chimie de l'université de Berlin où il rencontre, en 1907, Lise Meitner, qui venait de l'Institut de physique de l'université de Vienne. Il entreprend avec elle une collaboration de trente ans.
En mars 1913, Otto Hahn avait épousé Edith Junghans de Stettin, qui se destinait au professorat d'art et de dessin. En 1922, leur fils, Hanno Hahn, est né à Berlin (mort dans un accident de voiture à Mars-la-Tour en France, avec sa femme Ilse, en 1960).

### Découverte du mésothorium, protactinium et de l'isomérie nucléaire
C'est à Otto Hahn que l'on doit aussi la découverte du mésothorium I (228Ra, 1907), du mésothorium II (228Ac, 1907), du ionium (230Th, 1907), puis du protactinium (231Pa, 1917), en collaboration avec Lise Meitner. Otto Hahn mit en évidence l'isomérie nucléaire, en 1921, sur l'uranium Z (234Pa).
Il s'intéresse également à la formation des isotopes du strontium, qui est à la base de la méthode de datation connue aujourd'hui comme « méthode du rubidium-strontium ».
Au cours de ces recherches, Otto Hahn fait preuve de talents de chimiste particulièrement remarquables. Avec une honnêteté intellectuelle rigoureuse, il ne laisse de côté aucun petit fait ; très persévérant, il manipule avec un très grand soin et beaucoup de précision ; très consciencieux, il note tous les « si » et les « mais » dans son cahier de laboratoire.
Le chimiste Salomon Rosenblum écrit après une visite dans l'Institut en 1929 :

« Otto Hahn m'a reçu fort aimablement et il m'a exposé en détail le problème dont il s'occupait à ce moment-là et qui l'intriguait beaucoup. Il voulait comprendre pourquoi certains composés d'éléments radioactifs laissaient échapper les gaz radioactifs comme le radon. Pourquoi le pouvoir émanatif était-il si capricieux ? À ce moment, j'ai senti que Monsieur Hahn était plus qu'un chimiste ou un physicien, c'était un « philosophe » de la nature, comme diraient les Anglais. Un problème de la nature dont il s'occupait lui faisait oublier le côté pratique ou théorique dont il était parti, il voulait comprendre la chose en elle-même en gardant un respect profond pour les données premières de l'expérience. »

## La découverte de la fission nucléaire (1938)

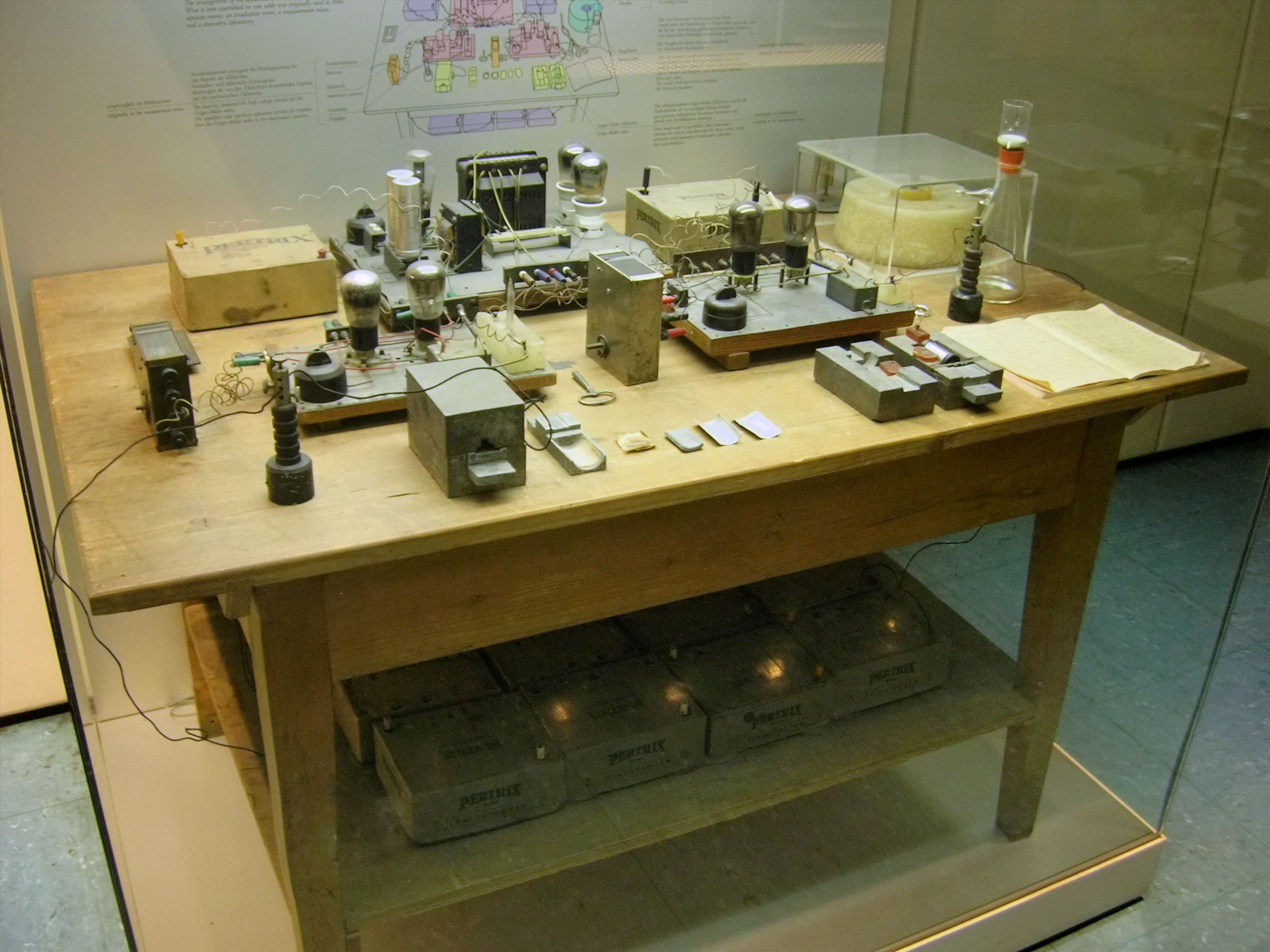
L'appareil experimental que l'équipe de Otto Hahn ainsi que Fritz Stassmann ont utilisé pour découvrir la fission nucléaire en 1938

Avec Lise Meitner, puis avec son assistant Fritz Strassmann, il se lance, dès 1935, dans l'étude de ce que l'on pensait être alors des transuraniens. À la fin de 1938, alors que Lise Meitner est contrainte de fuir l'Allemagne, elle poursuivit sa collaboration avec Otto Hahn par correspondance. Les deux scientifiques se rencontrent clandestinement à Copenhague en novembre 1938, afin de planifier une nouvelle série d'expériences. De retour à Berlin, Otto Hahn travaille avec Fritz Strassmann, grâce à une analyse radiochimique méticuleuse, et ils découvrent la présence de baryum après une réaction de neutrons avec de l'uranium et crée l'expression d'une « rupture » de l'uranium.[pas clair] Ils envoient le manuscrit exposant ces observations à la revue Naturwissenschaften en décembre 1938. Simultanément, ils envoient une lettre à Lise Meitner pour lui faire part de leurs résultats expérimentaux. Étant donné la situation politique, Lise Meitner ne pouvait figurer comme coautrice de la publication, malgré son rôle majeur dans le déroulement de ces recherches. Elle et son neveu Otto Frisch ont soutenu l'hypothèse qu'il s'agissait de la fragmentation de l'uranium en deux noyaux plus légers, phénomène que Frisch a appelé « fission nucléaire ». L'article avec l'évidence de cette rupture portant la signature de Hahn et de Strassmann fut envoyé à la revue Naturwissenschaften le 22 décembre 1938 et publié dans le numéro du 6 janvier 1939. Il s'agit là de l'acte de naissance de l'énergie nucléaire.
Hahn reste en Allemagne pendant la dictature nazie tout en restant opposé au national-socialisme et à la persécution des Juifs par le parti nazi. Albert Einstein a écrit que Hahn fut « l'un des rares à se tenir droit et à faire de son mieux pendant ces années de mal ».
Otto Hahn se vit décerner le prix Nobel de chimie de 1944 « pour sa découverte de la fission des noyaux lourds ». Il ne put aller le recevoir qu'à la fin de l'année 1946.

## Après-guerre: fondateur de la Société Max-Planck

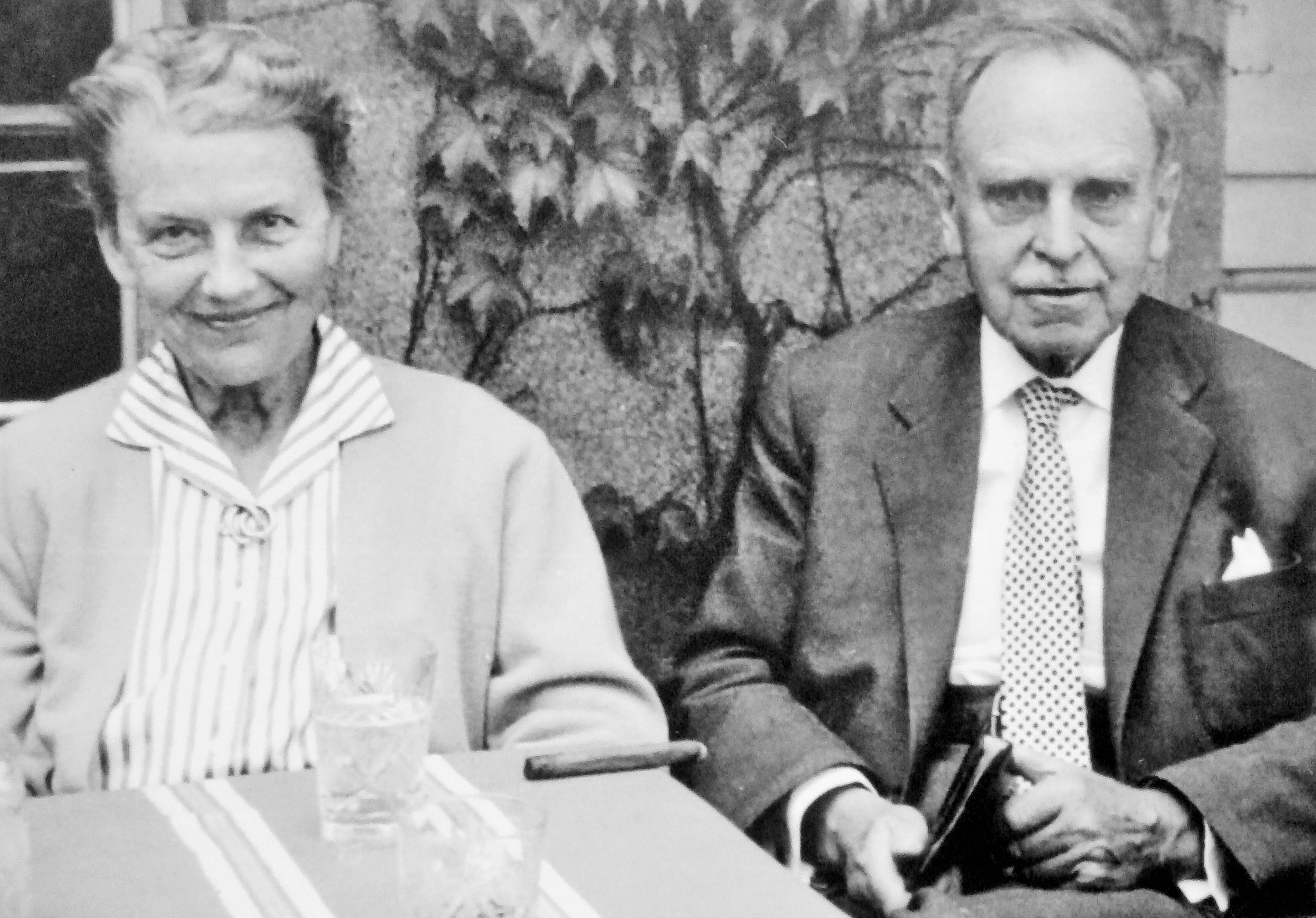
Otto Hahn et sa femme Edith, née Junghans, 1959.

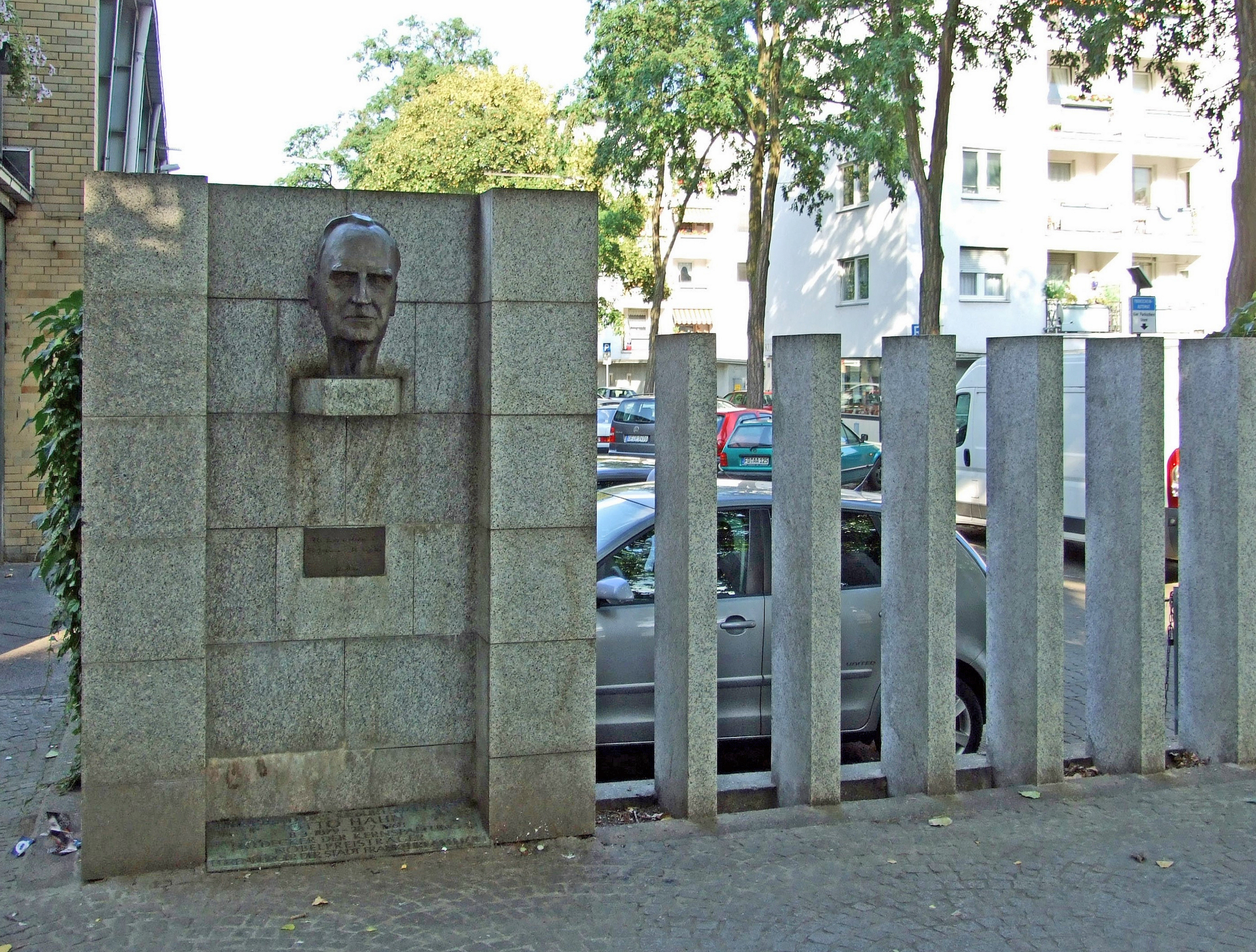
Monument Otto Hahn à Francfort-sur-le-Main.

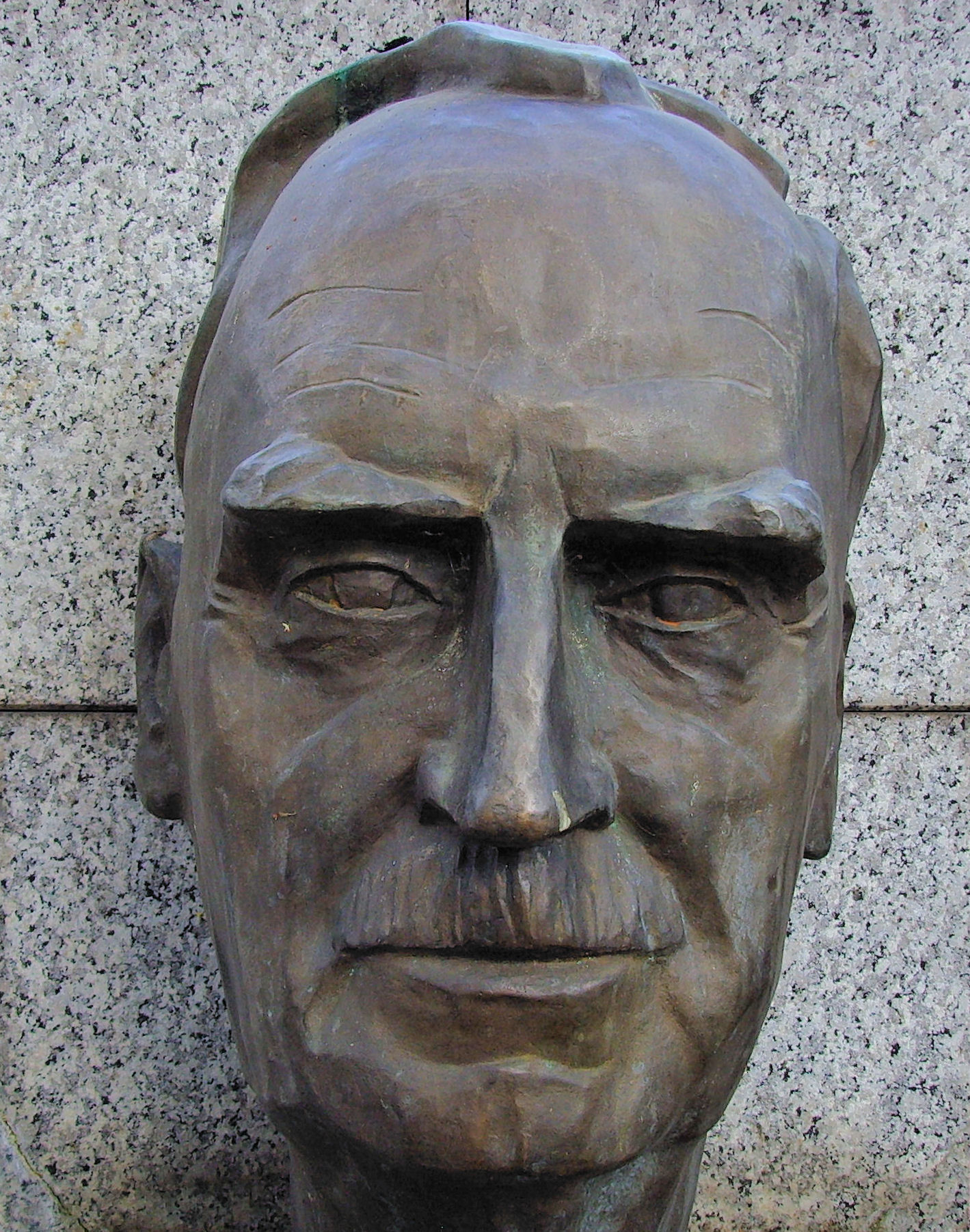
Buste d'Otto Hahn.

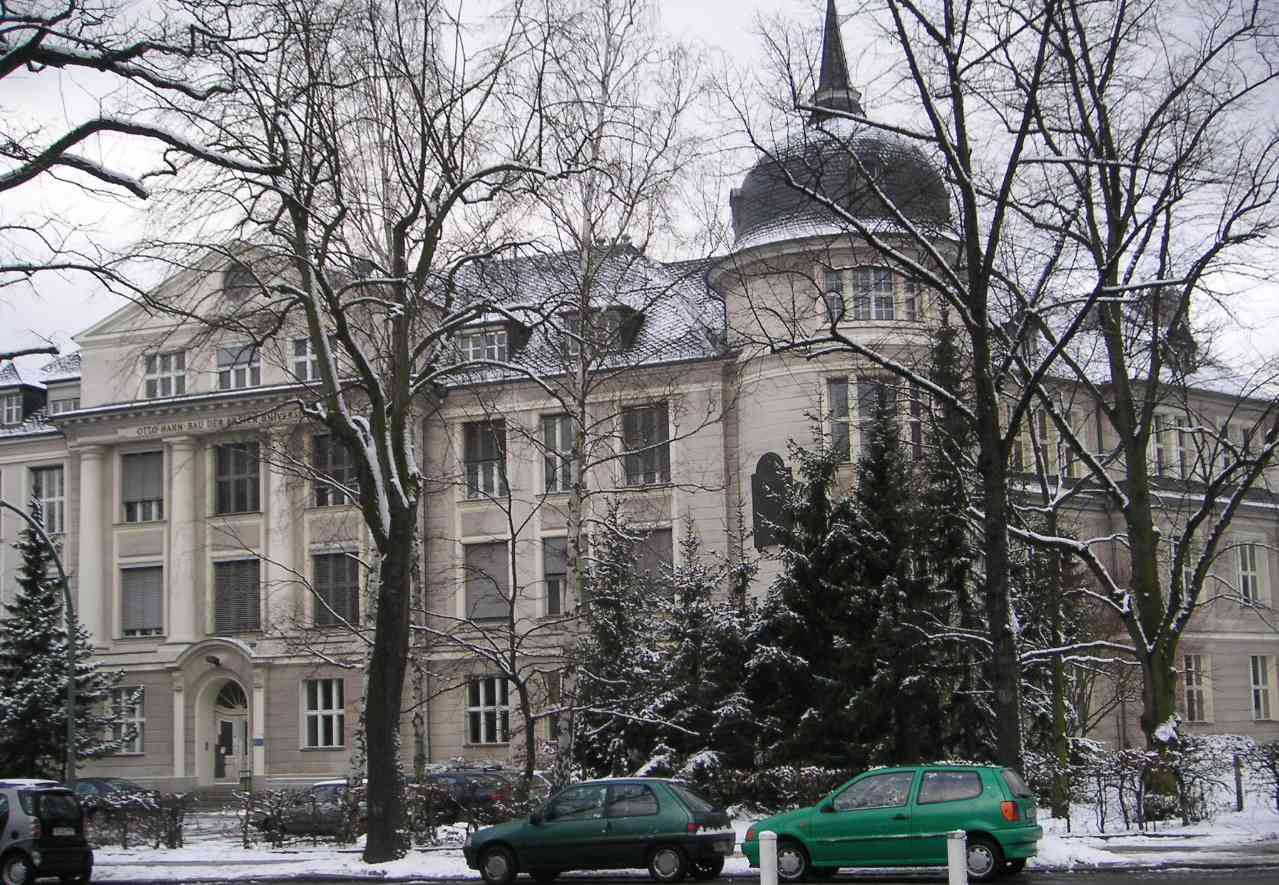
Institut de chimie Kaiser-Wilhelm à Berlin, endroit où fut découverte la fission nucléaire.

À l'arrivée des troupes alliées, en Allemagne, Otto Hahn, avec neuf de ses collègues, est  emmené pendant quelques mois en Angleterre, à Farm Hall. Des retranscriptions de leurs conversations enregistrées à leur insu, il apparaît que, découvreur de la fission nucléaire, Otto Hahn se sentit moralement responsable des bombardements américains d'Hiroshima et Nagasaki et pense à se suicider. Il déclara : « Je remercie Dieu à genoux que nous [les Allemands] n'ayons pas fait la bombe à uranium ».
Après son retour, il s'installe à Göttingen, où il œuvra à la transformation de  l’Institut Kaiser-Wilhelm en Société Max-Planck, dont il est le premier président de 1946 à 1960.
Après la guerre, il devient un militant contre l'utilisation des armes nucléaires et met ses compatriotes en garde contre toute utilisation inhumaine des découvertes scientifiques. Il fait notamment partie des signataires du manifeste des 18 de Göttingen qui dénonce l'usage de l'énergie atomique dans le domaine militaire. En 1958, il signe avec plus de 9 000 scientifiques une pétition présentée par Linus Pauling aux Nations unies et appelant à l'arrêt des essais nucléaires.
Otto Hahn est membre ou membre d'honneur de 45 académies et sociétés scientifiques et également lauréat de 37 médailles et ordres dans le monde entier. 
Il est lauréat de la Faraday Lectureship de la Royal British Chemical Society à Londres en 1956. Il devient membre étranger de la Royal Society le 9 mai 1957, et officier de l'ordre de l'Empire britannique et de l’ordre du Sauveur. En 1959, il est nommé officier dans l'ordre national de la Légion d'honneur par le président Charles de Gaulle, et il fut lauréat de la Grand-croix de l'ordre du Mérite de la République fédérale d'Allemagne par le président allemand Theodor Heuss. Plusieurs instituts, prix et médailles, ainsi qu'écoles et lycées européens portent son nom. 

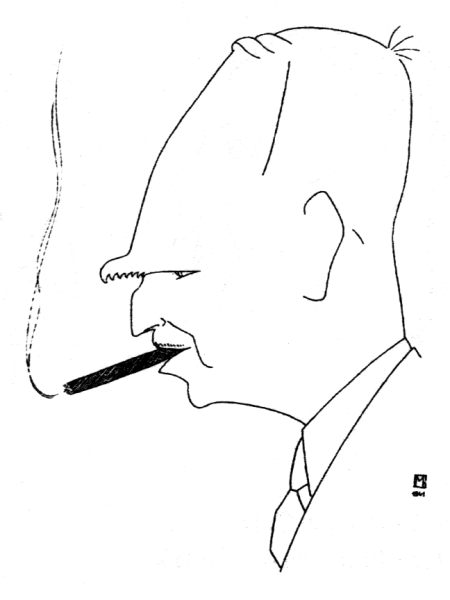
Caricature par Gheorghe Manu, Roumanie.

Otto Hahn a une très forte et très riche personnalité. Bien que modeste, il se réjouit de sa popularité grandissante. « Je crois que je suis célèbre, mais je ne suis qu'un chimiste », dit-il. Alpiniste, il faisait volontiers des ascensions sans guide. Il aimait la musique (Beethoven, Brahms, Tchaïkovski). Il a chanté comme ténor dans une chorale dirigée par Max Planck, avant la Première Guerre mondiale.
Otto Hahn meurt à Göttingen, le 28 juillet 1968 et son épouse Edith (née Junghans) peu après lui. Il était membre de l'Académie royale danoise des sciences et des lettres.
L'ambassade de France à Bonn publie un message du président Charles de Gaulle :
« Comme homme et comme Français je sais quel rôle éminent Otto Hahn a joué dans le développement de la science moderne, sur le plan de la chaleur humaine et dans l'amélioration des relations entre l'Allemagne et la France en un terrain capital ».
Le chimiste Christian Ythier, professeur de l'université de Nice, écrit :
« Otto Hahn exerce un grand rayonnement sur l'université allemande, où s'est épanouie notamment cette science qu'il a tant contribué à développer : la chimie nucléaire et la radiochimie, enseignée aujourd'hui, outre-Rhin, presque dans chaque université. Depuis plusieurs années déjà, plusieurs grands instituts de recherche portent son nom. Il laisse un souvenir ineffaçable . Longtemps encore, on se souviendra de cet homme libre et droit, serein et affable, qui eut le rare et sans doute tragique destin d'être un nouveau Prométhée ».
Des propositions sont faites à plusieurs reprises pour donner le nom de Hahnium à des éléments chimiques, notamment aux éléments 105 et 108, sans succès.
L'Union astronomique internationale (UAI) donne son nom à deux cratères, sur la Lune et sur Mars, ainsi qu'aux astéroïdes 2962 Otto, 3676 Hahn, et 19126 Ottohahn.
Le premier navire marchand à propulsion nucléaire navale d'Europe, le NS Otto Hahn, porte son nom.

## Publications
- (en) Otto Hahn, Willy Ley (edt.) et Glenn T. Seaborg (Introd.), Otto Hahn : a scientific autobiography, New York, C. Scribner's Sons, 1966, 296 p. (OCLC 937577181).